# Apomecyna cochinchinensis
Apomecyna cochinchinensis es una especie de escarabajo longicornio del género Apomecyna, subfamilia Lamiinae. Fue descrita científicamente por Breuning en 1982.
Se distribuye por Asia, en Vietnam. Posee una longitud corporal de 8 milímetros.